# Dorcadion subatritarse
Dorcadion subatritarse är en skalbaggsart som beskrevs av Stefan von Breuning 1966. Dorcadion subatritarse ingår i släktet Dorcadion och familjen långhorningar. Inga underarter finns listade i Catalogue of Life.